# Forcipomyia apicalis
Forcipomyia apicalis är en tvåvingeart som beskrevs av Maurice Emile Marie Goetghebuer 1935. Forcipomyia apicalis ingår i släktet Forcipomyia och familjen svidknott. Inga underarter finns listade i Catalogue of Life.